# Fairlee (Wight)
Fairlee – wieś w Anglii, na wyspie Wight. Leży 1 km na północ od miasta Newport i 120 km na południowy zachód od Londynu.